# Małgorzata (Gunaronuło)
Małgorzata, imię świeckie Maria Michajłowna Gunaronuło (ur. w 1865 lub 1866, zm. 22 sierpnia 1918 w Menzelińsku) – rosyjska mniszka prawosławna pochodzenia greckiego, nowomęczennica.

## Życiorys
Przed wstąpieniem do monasteru żyła w Kijowie. Przed 1917 wstąpiła do tworzącej się żeńskiej wspólnoty monastycznej pod wezwaniem Ikony Matki Bożej „Pocieszycielka” w stanicy Łopasnej ujezdu sierpuchowskiego. 18 stycznia 1917 decyzją Świątobliwego Synodu Rządzącego została jej nadania godność igumenii razem z nominacją do funkcji przełożonej monasteru św. Eliasza w Menzelińsku, jednego z najbogatszych klasztorów w eparchii ufijskiej. Nominację tę mniszka Małgorzata zawdzięczała staraniom księcia Nikołaja Żewachowa, znającego dobrze oberprokuratora Synodu, który znał zakonnicę jeszcze jako świecką mieszkankę Kijowa i zapamiętał jej żarliwą wiarę. W 1917 ihumenia Małgorzata stanęła na czele wspólnoty liczącej 50 mniszek i 248 posłusznic. Kierując klasztorem prowadziła ascetyczny tryb życia, dbała zarówno o materialny stan klasztoru, jak i rozwój duchowy jego mieszkanek. Za sprawą jej starań prowadzona przez zakonnice szkoła nie została włączona do świeckiego systemu nauczania zgodnie z decyzją Rządu Tymczasowego z kwietnia 1917. W kwietniu 1918 ihumenię wybrano do rady eparchialnej.
Według wspomnień mniszki Aleutyny, żyjącej razem z ihumenią Małgorzatą w monasterze w Menzelińsku, w czasie rosyjskiej wojny domowej ihumenia postanowiła opuścić miasto razem z wojskami Białych, jednak w drodze do ich oddziału miała widzenie św. Mikołaja. Wróciła wówczas do klasztoru, a przekonana o bliskiej śmierci poleciła przygotować dla siebie grób. 22 sierpnia 1918, po zdobyciu Mienzelińska przez Armię Czerwoną, ihumenia została rozstrzelana. Według wspomnień J. Ostroumowa, żołnierza Armii Czerwonej, powodem jej egzekucji było odkrycie w celach monasteru rannych białych oficerów. Według innej, uznanej za mniej prawdopodobną, wersji wydarzeń mniszka została zastrzelona w październiku 1918 po tym, gdy nie wpuściła grupy bolszewików do monasterskiej cerkwi, którą mieli zamiar obrabować.
Zakonnice z klasztoru św. Eliasza pochowały ihumenię Małgorzatę w pobliżu cerkwi Wniebowstąpienia Pańskiego w kompleksie monasterskim, w miejscu, gdzie została zabita.
Od 1999 ihumenia Małgorzata była lokalnie czczona w eparchii ufimskiej. W 2000 została kanonizowana jako jedna z Soboru Świętych Nowomęczenników i Wyznawców Rosyjskich.